# Школа № 20 (Мелитополь)
Средняя общеобразовательная школа № 20 — общеобразовательное учебное заведение в городе Мелитополь Запорожской области.

## История
Школа открылась в 1967 году в новом, только что построенном здании. Новая школа приняла пятые-восьмые классы школы № 2, и с 1968 года школа № 2 стала начальной. Теперь многие выпускники школы № 2 поступают в 5 класс в школу № 20.
В 1970-е годы школьная дружина носила имя «Звёздной», каждый отряд вёл переписку с одним из космонавтов, в гости к школьникам приезжала Валентина Терешкова. Школа носила имя Дмитрия Ульянова, поддерживала дружбу с его дочерью Ольгой, школьный музей Ленина считался одним из лучших в стране. В начале 1980-х годов в школе был организован первый в городе спецкласс по химии.
В 2005—2006 учебном году школа получила новый компьютерный класс. В 2012 году к 45-летию школы рядом с ней ученики посадили сквер.

## Внеклассная работа
При школе работают кукольный театр «И снова сказка оживает», вокальная группа «Волшебные звуки», дружина юных спасателей, секция юных инспекторов движения, студия экологического дизайна, клуб «Волшебная кисточка», клуб по информатике «Искатели сокровищ». Также в школе действуют платные кружки: студия танцев «Viva Dance» и секция каратэ «Фудосин». С 2011 года в школе работает театральный кружок.

## Достижения
Ученики школы достигали успеха на Всеукраинских боксёрских турнирах и Всеукраинских олимпиадах по украинскому языку.

## Директора
- Леонид Николаевич Спасов — директор с 1967 по 1986 год[2]
- Александр Сметанин
- Дмитрий Хабло
- Татьяна Ивановна Жданова
- Василий Зотов
- Ольга Глек[4]
- Николай Михайлович Карандаш (род. 1964) — директор в 1993—1998 годах, затем секретарь Мелитопольского горсовета (1998—2002), начальник городского управления образования (2002—2007)[11]
- Ольга Глек — директор в 2008 году[2]
- Екатерина Владимировна Лопатюк — директор с 2011 года[12]

## Известные учителя
- Олимпиада Середа — учительница истории, кавалер ордена Дружбы народов[4]

## Известные выпускники
- Александр Калабухов и Михаил Никобенко — советские воины-интернационалисты, погибшие в Афганской войне. В их память на здании школы установлена мемориальная доска.[13]
- Валерий Викторович Говорков[4] — заместитель городского головы Мелитополя
- Александр Скорый[4] — бронзовый призёр чемпионата мира по боксу среди студентов[14]